# NGC 7810
NGC 7810 je čočková galaxie v souhvězdí Pegas. Její zdánlivá jasnost je 13,0m a úhlová velikost 1,2′ × 0,9′. Je vzdálená 253 milionů světelných let, průměr má 90 000 světelných let. Je uváděna jako člen skupiny galaxií NGC 7810 spolu s NGC 7803 a ostatními galaxiemi skupiny HCG 100. Galaxii objevil 17. listopadu 1784 William Herschel.